# Izmišljena oseba
Izmišljena oseba (tudi namišljena oseba) je vsaka oseba, ki nastopa v umetniškemu delu. Poleg ljudi (Ahil, Odisej, kralj Artur, Siegfried ...), so namišljene osebe lahko tuje rase, živali (pegaz, kentaver ...), bogovi ... Namišljene osebe so praviloma v središču fantastičnega besedila, še posebej v literarnih delih (literarne osebe), igrah ali stripih. 

## Znane izmišljene osebe
| - Lev Abalkin (Hrošč v mravljišču brata Strugacki) - Ahil - Alica - Alan Ford - Tom Barnaby - Archie Bunker - Auguste Dupin (detektivske zgodbe Edgarja Allana Poeja) - Bedanc (Kekec) - Bert (Sezamova ulica) - C-3PO (Vojna zvezd) - Zefram Cochrane (Zvezdne steze) - Darth Vader (Vojna zvezd) - Rose DeWitt Bukater (Titanik) - Dr. Falk - Dr. Jekyll in Mr. Hyde - Dr. John H. Watson - drakula - Don Kihot - Drejček - Einstein (Nazaj v prihodnost) - Ernie (Sezamova ulica) - E. T. - sir John Falstaff - Flash Gordon - Frank (Možje v črnem) - Gandalf - Hamlet - Herkul - Hobiti - Homer Simpson (Simpsonovi) - Huckleberry Finn - Indiana Jones - Jaka Racman (Donald Duck, Walt Disney) - James Bond - Jar Jar Binks (Vojna zvezd) - Maksim Kammerer (romani bratov Strugacki) - Kapitan Ahab - Kekec - Kes (Zvezdne steze: Voyager) - Kosobrin (Kekec) - kralj Artur - kralj Matjaž - Krjavelj - Lakotnik - Lancelot (Vitezi okrogle mize) - Lassie | - Lolita - Macbeth - Medvedek Pu (Winnie-the-Pooh, Alan Alexander Milne) - Miki Miška (Mickey Mouse, Walt Disney) - Mini Miška (Minnie Mouse, Walt Disney) - Miss Marple - Mojca (Kekec) - Neelix (Zvezdne steze: Voyager) - Odisej - Odo (Zvezdne steze: DS9) - Otelo (Otello, Othello) - Quark (Zvezdne steze: DS9) - Penelopa - Pepe (Goofy, Walt Disney) - Peter (Ne joči Peter) - Peter Klepec - Pluton (Walt Disney) - Hercule Poirot (Poirot) - Harry Potter - povodni mož - Pujska (Miss Piggy) (Mupetki (Muppet Show)) - R2-D2 (Vojna Zvezd) - Robin Hood - Roger Wilco (Space Quest) - Romeo in Julija - Rožle (Kekec) - Rumnata (Težko je biti bog, brata Strugacki) - Sedem od devet (Zvezdne steze: Voyager) - Sherlock Hemlock (Sezamova ulica) - Sherlock Holmes - Sirene - Benjamin Lafayette Sisko (Zvezdne steze: DS9) - stric Skopušnik (Scrooge McDuck, Walt Disney) - stric Tom - Tintin (Tintin in njegove pustolovščine) - Trdonja - Vrtirep - Wile E. Coyote - Mr. Spock (Zvezdne steze) - teta Pehta (Kekec) - Yoda (Vojna zvezd) - Weyoun (Zvezdne steze: DS9) - Worf (Zvezdne steze: DS9) - Zvezdica Zaspanka - Zvitorepec - Žabec (Mupetki (Muppet Show)) |